# Stazione di Luzern Littau
La stazione di Luzern Littau è la stazione ferroviaria a servizio del quartiere di Littau, nel comune di Lucerna.

## Storia
La stazione ebbe il nome di Littau fino a dicembre 2023, quando fu ribattezzata con il nome di Luzern Littau.

## Strutture ed impianti

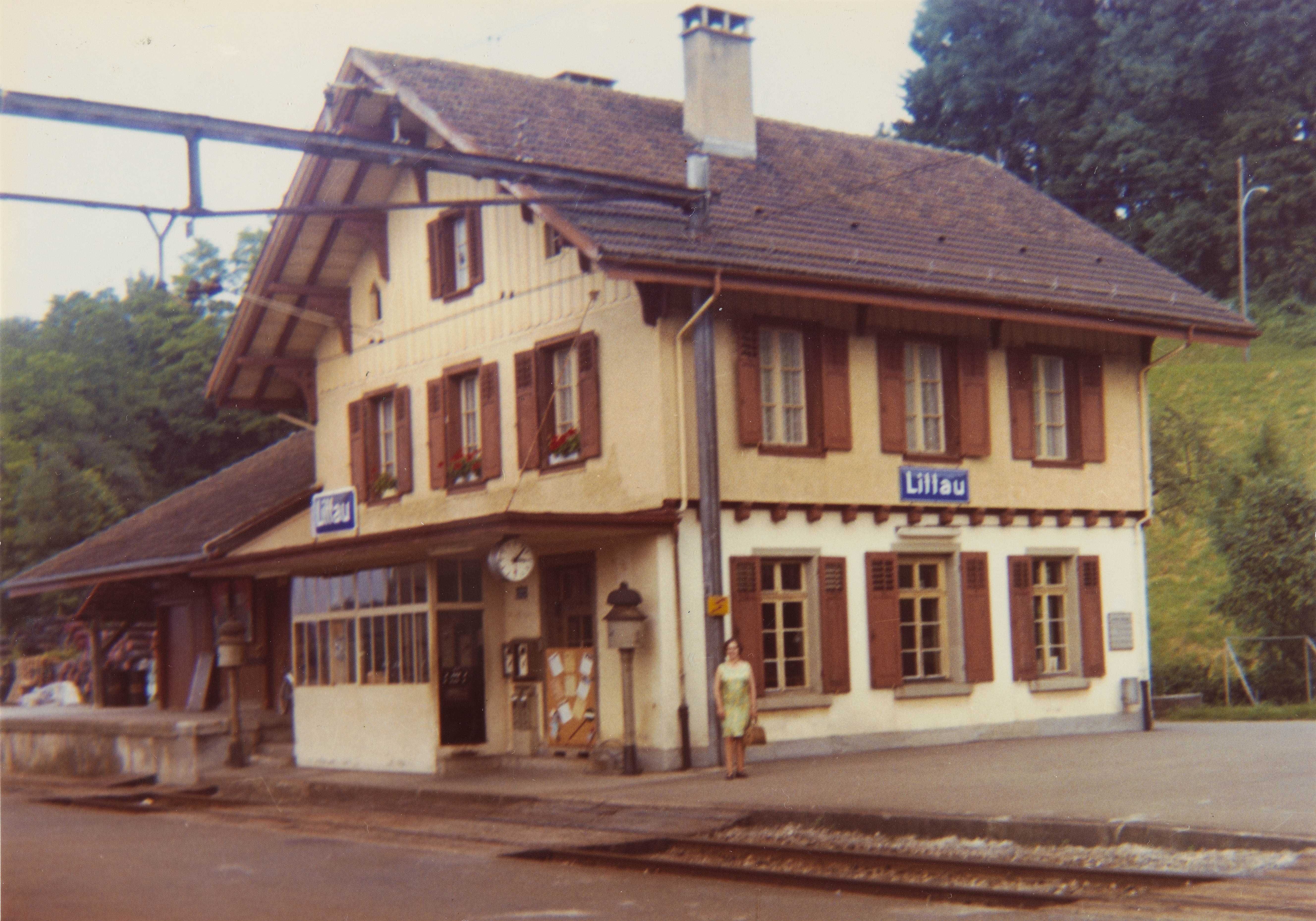
Il vecchio fabbricato viaggiatori

Il fabbricato viaggiatori è una struttura moderna a due livelli di cui il primo piano adibito ad abitazione. Verso nordest è presente il vecchio fabbricato: un edificio in muratura e legno affiancato dal magazzino merci.
Il piazzale è composto da tre binari: il terzo è quello di corsa della linea ferroviaria, mentre il secondo è quello di raddoppio. Il primo binario è tronco, al servizio del vicino scalo merci da tempo in disuso.

## Movimento
La stazione è servita da due linee della rete celere di Lucerna:
- la S6 (Lucerna-Langnau-Langenthal)
- la S77 (Lucerna-Willisau)

## Servizi
- Biglietteria automatica
- Sala d'attesa
- Servizi igienici

## Interscambi
- Fermata autobus